# William Mudford
William Mudford, né à Londres le 8 janvier 1782 et mort dans la même ville le 10 mars 1848, est un écrivain, journaliste et traducteur britannique.

## Biographie
Il fait ses études à l'université d'Édimbourg. Il publie son premier roman, Augustus and Mary, en 1803. Ce livre est suivi de Nubilia in Search of a Husband, en 1809, qui est une réponse littéraire au roman Coelebs in Search of a Wife de Hannah More. Ses activités principales sont néanmoins la rédaction d'articles dans des journaux, d'essais et la traduction d'ouvrages étrangers.  Son roman The Five Nights of St. Albans: A Romance of the Sixteenth Century, publié en 1829, reçoit une bonne critique de John Gibson Lockhart, un accomplissement alors considéré comme une rare distinction. Mudford publie également des nouvelles dans des périodiques tels que le Blackwood's Magazine, le Fraser's Magazine et le Bentley's Miscellany. Sa nouvelle la plus connue est The Iron Shroud (1830), dont le sujet est une chambre de torture dont la taille rétrécit grâce à un mécanisme et qui finit par écraser sa victime. Edgar Allan Poe a certainement été influencé par The Iron Shroud quand il a écrit Le Puits et le Pendule,.